# Telimena domingensis
Telimena domingensis är en svampart som beskrevs av Chardón 1929. Telimena domingensis ingår i släktet Telimena och familjen Phyllachoraceae.   Inga underarter finns listade i Catalogue of Life.